# 1904 a sportban
1904 legfontosabb sporteseményei a következők voltak:

## Események
- július 2. – július 24. – 1904-es Tour de France
- Az MTK nyeri az NB1-et. Ez a klub első bajnoki címe.
- Nyári olimpiai játékok – St. Louis, USA
- Negyedik alkalommal rendezik a magyar gyorskorcsolya bajnokságot, melynek férfi nagytávú összetett versenyét Wampetich Imre nyeri.[1]

Lásd még:1904-ben alapított labdarúgóklubok listája

## Születések
| Születés       | Név                            | Nemzetiség, sportág, eredmények                                              | Halálozás |
| -------------- | ------------------------------ | ---------------------------------------------------------------------------- | --------- |
| ?              | François Franck                | belga jégkorongozó, olimpikon                                                | ?         |
| ?              | Gáborfi Antal                  | magyar bajnok úszó, olimpikon                                                | ?         |
| ?              | Carletto Mai                   | világbajnoki bronzérmes és Európa-bajnoki ezüstérmes svájci jégkorongozó     | ?         |
| ?              | Lino Nessi                     | paraguayi válogatott labdarúgó                                               | ?         |
| ?              | Percy Timpson                  | világbajnok kanadai jégkorongozó kapus                                       | ?         |
| január 14.     | Hátszegi József                | magyar olimpikon tőrvívó, edző                                               | 1988      |
| január 25.     | Albert De Roocker              | olimpiai ezüstérmes belga tőrvívó                                            | 1989      |
| január 28.     | Cecil Wylde                    | / Európa-bajnoki bronzérmes amerikai-brit válogatott jégkorongozó, olimpikon | 1994      |
| február 8.     | Hendrik Timmer                 | Olimpiai bronzérmes holland teniszező                                        | 1998      |
| február 10.    | Bitskey Zoltán                 | Európa-bajnoki ezüstérmes, magyar úszó, edző, olimpikon                      | 1988      |
| február 20.    | Bakonyi Elek                   | magyar sakkmester, sakkolimpiai aranyérmes                                   | 1982      |
| március 7.     | Ladislav Ženíšek               | világbajnoki ezüstérmes csehszlovák válogatott labdarúgó, edző               | 1985      |
| március 10.    | Wally Adams                    | világbajnok kanadai jégkorongozó                                             | ?         |
| március 13.    | August Heim                    | olimpiai és világbajnoki bronzérmes német tőr- és kardvívó, edző             | 1976      |
| március 21.    | Bernard Schmetz                | olimpiai és világbajnok francia párbajtőrvívó                                | 1966      |
| május 3.       | George Hill                    | világbajnok kanadai jégkorongozó                                             | ?         |
| május 6.       | Renzo Minoli                   | olimpiai és világbajnok olasz párbajtőrvívó                                  | 1965      |
| május 11.      | Gérard Simond                  | francia válogatott jégkorongozó, olimpikon                                   | 1955      |
| május 16.      | Hugh Plaxton                   | olimpiai bajnok kanadai jégkorongozó, ügyvéd, politikus                      | 1982      |
| június 2.      | František Plánička             | világbajnoki ezüstérmes csehszlovák válogatott labdarúgó, kapus              | 1996      |
| június 2.      | Johnny Weissmuller             | Magyarországi német származású amerikai olimpiai bajnok úszó, filmszínész    | 1984      |
| július 27.     | Ljudmila Vlagyimirovna Rudenko | orosz sakkozó, női sakkvilágbajnok                                           | 1986      |
| szeptember 28. | Giulio Gaudini                 | olimpiai és világbajnok olasz tőr- és kardvívó                               | 1948      |
| október 8.     | Yves Giraud-Cabantous          | francia autóversenyző, Formula–1-es pilóta                                   | 1973      |
| október 10.    | Joseph Fitzgerald              | Olimpiai ezüstérmes amerikai jégkorongozó, tanár, edző                       | 1987      |
| október 30.    | Edmund Czaplicki               | lengyel válogatott jégkorongozó, olimpikon                                   | 1940      |
| december 14.   | Petschauer Attila              | olimpiai bajnok magyar kardvívó, újságíró                                    | 1943      |
| december 16.   | Giancarlo Cornaggia-Medici     | olimpiai és világbajnok olasz párbajtőrvívó                                  | 1970      |
| december 31.   | Charlie Gardiner               | Stanley-kupa-győztes kanadai jégkorongozó kapus, Hockey Hall of Fame-tag     | 1934      |

## Halálozások
| Halálozás     | Név             | Nemzetiség, sportág, eredmények                                        | Születés |
| ------------- | --------------- | ---------------------------------------------------------------------- | -------- |
| augusztus 12. | William Renshaw | Wimbledon bajnok brit teniszező, International Tennis Hall of Fame-tag | 1861     |
| december 3.   | David Bratton   | olimpiai bajnok amerikai vízilabdázó                                   | 1869     |